# 슈투트가르트 대학교
슈투트가르트 대학교(독일어: Universität Stuttgart)는 독일 슈투트가르트에 위치한 연구 대학이다. 1829년에 설립되었으며 10개의 학부로 구성되어 있다. 토목, 기계, 산업 및 전기공학 등에서 높은 순위의 프로그램을 보유한 독일에서 가장 오래된 기술 대학 중 하나이다. 또한 가장 크고 중요 독일 기술 연구소의 통합 사인 TU9의 회원이다. 이 대학은 특히 고급 자동차 공학, 효율적인 산업 및 자동화 제조, 공정 공학, 항공우주공학 및 활동 기반 원가 계산 분야에서 명성이 높다.